# Domra

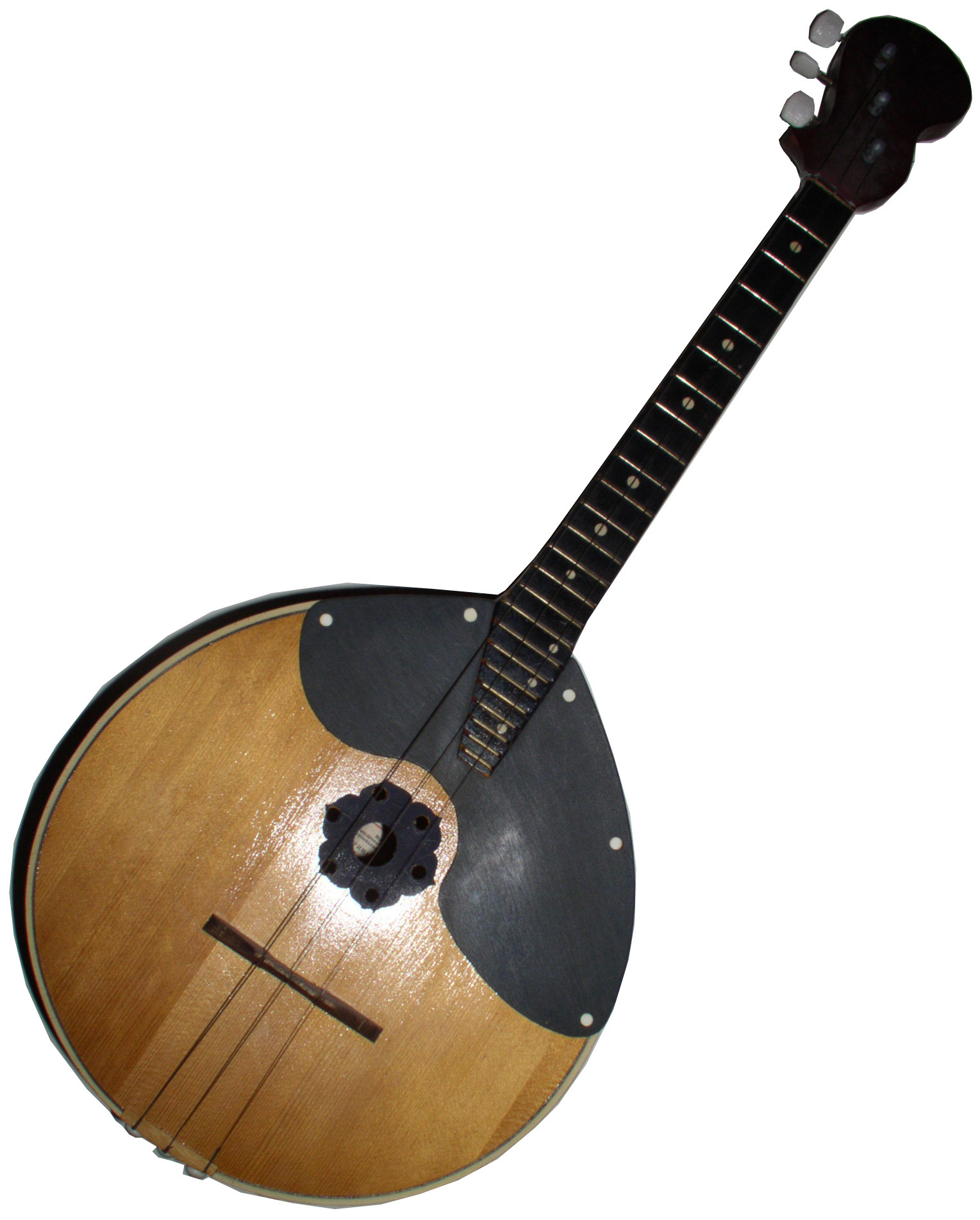
Domra trzystrunowa

Domra – białoruski, ukraiński oraz rosyjski instrument ludowy, należący do grupy instrumentów strunowych szarpanych, podobny do bałałajki.

## Budowa
Półkoliste pudło rezonansowe wieńczy wąska i stosunkowo długa szyjka z metalowymi progami. Struny wprawiane są w drganie za pomocą kostki do gry.
Domra występuje w kilku wielkościach:
- piccolo (trzy- oraz czterostrunowa)
- mała (trzystrunowa), prima (czterostrunowa)
- alt (trzy- oraz czterostrunowa)
- tenor (czterostrunowa)
- bas (trzy- oraz czterostrunowa)
- kontrabas (trzy- oraz czterostrunowa)

Występuje w dwóch odmianach: z trzema (kwartowa - piccolo, alt, bas, kontrabas) lub czterema (kwintowa - piccolo, prima, alt, tenor, bas, kontrabas) strunami.

## Historia
Pierwsze wzmianki o domrze pochodzą z XVI wieku, jednakże nie zachowały się żadne materiały, na podstawie których można by stwierdzić, jak wówczas wyglądała. Domra, podobnie jak bałałajka, została odtworzona przez Wasilija Andrejewa pod koniec XIX wieku.

## Podobne instrumenty
- mandolina
- buzuki
- kobza
- tambura